# Monobloco
Monobloco é um dos mais conhecidos blocos de Carnaval brasileiros do Rio de Janeiro.
A oficina do Monobloco funciona em um teatro no Rio de Janeiro. A intenção é ensinar pessoas sem qualquer iniciação musical a tocar instrumentos de percussão. Ela começa em abril e só termina no carnaval. Os alunos da oficina, junto com os professores, formam uma bateria de 120 pessoas que se apresenta todos os anos durante as quatro sextas-feiras que precedem o carnaval na Fundição Progresso. Estas festas servem como ensaio para o desfile. As festas atraem um público de aproximadamente quatro mil pessoas por noite.

## Origem

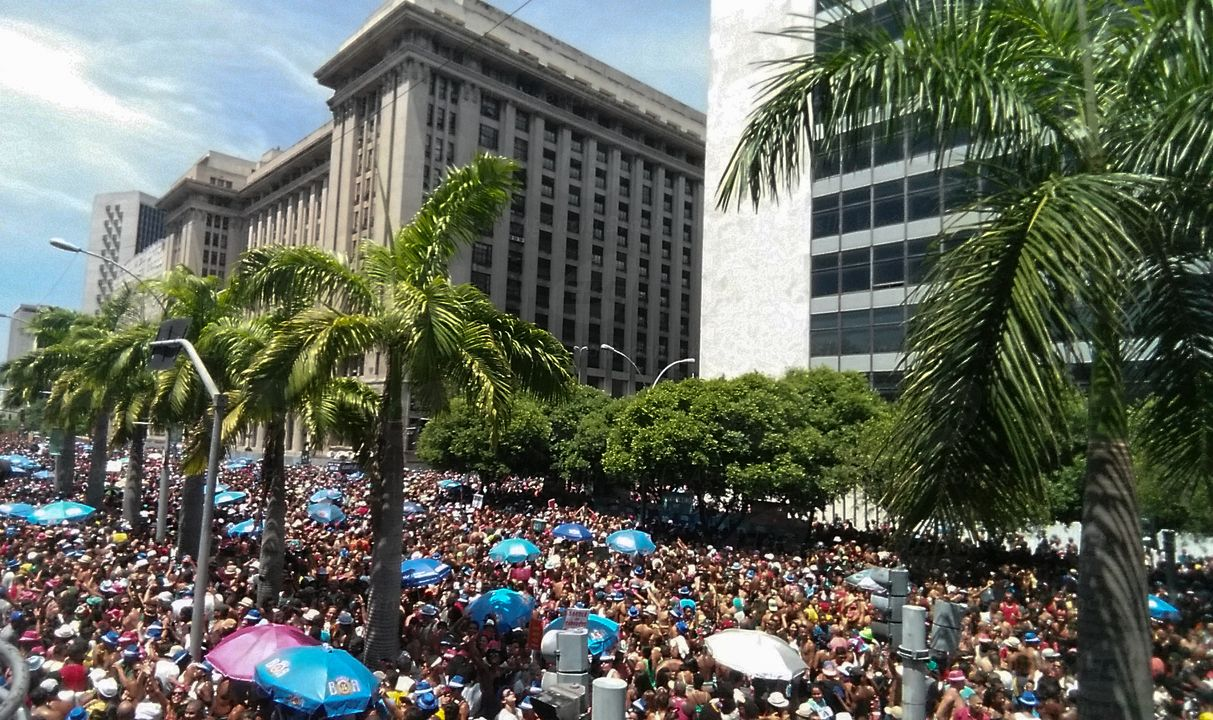
Monobloco no Centro do Rio de Janeiro em 2016 no Carnaval.

O grupo carnavalesco – criado no ano 2000 pelo grupo Pedro Luís e A Parede - começou como uma oficina com a intenção de ensinar batucada. Ao final do primeiro ano o grupo fez um desfile no Rio de Janeiro e se oficializou como um bloco. O diferencial do grupo sempre foi usar instrumentos de escola de samba para tocar outros ritmos além do samba, como, marchinha, coco, funk,  xote, ciranda e charm.
Desde sua criação, todos os anos, no domingo após o carnaval, o bloco sai com a bateria completa, comandada pelo maestro Celso Alvim. Inicialmente os desfiles se realizavam na praia do Leblon e Ipanema no Rio de Janeiro, mas em 2007 foram trasferidos para Copacabana por causa da grande quantidade de pessoas que atraia. Em 2007 o bloco reuniu 40.000 pessoas em Copacabana, em 2008 foram 200.000 e em 2009, a pedidos da prefeitura da cidade, o bloco foi transferido para o centro da cidade onde atraiu uma multidão de 400.000, fazendo do Monobloco o segundo bloco em audiência no carnaval da cidade.

## Shows

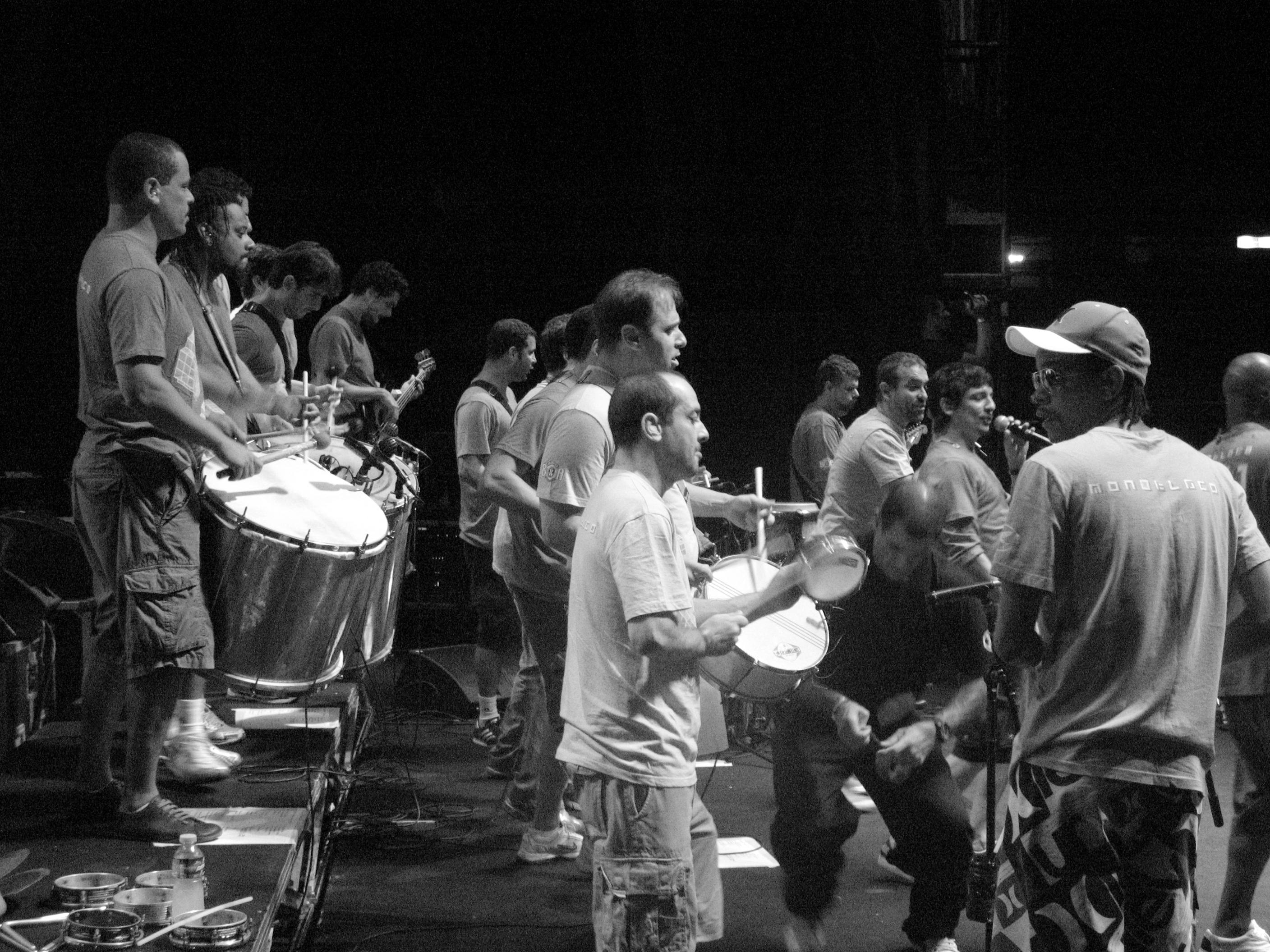
Show do Monobloco em 2011 na Fundição Progresso, no boêmio bairro da Lapa no Rio de Janeiro.

Com o sucesso do bloco, o Monobloco começou a apresentar shows durante o ano com uma bateria reduzida de 20 pessoas. Este grupo menor não tem a participação de alunos da oficina, ele é composto por músicos profissionais e por isso tem arranjos mais elaborados.
O monobloco dá apoio e workshops a várias oficinas em outros países. Já foram feitos workshops na Dinamarca, Austrália, Nova Zelândia e Japão. Todos os anos é feito um workshop no Reino Unido.

## Banda
O bloco possui uma banda, também conhecida como Monobloco Show, que é formada por Celso Alvim, Mário Moura, Sidon Silva, C.A Ferrari, e Pedro Luís, da banda Pedro Luís e a Parede. Em 2008, na Oceania, o Monobloco participou do Sydney Festival, na Austrália, e do Jambalaya Festival, na cidade de Rotorua, na Nova Zelândia.
O grupo já fez apresentações internacionais, e também fez oficinas de percussão na Irlanda, Inglaterra, e Dinamarca.

## Discografia

### Álbuns de estúdio
- Monobloco (2002) [4]
- Monobloco: ao vivo (2006) (+ 50.000)
- Monobloco 10 (2010) (+ 30.000)
- Arrastão da Alegria (2013) (+ 10.000)

## Videografia

### DVD
- Monobloco: ao vivo (2006) (+ 50.000)
- Monobloco 10: ao vivo (2010)

## CD e DVD
Em 2002 o grupo lançou o CD "Monobloco". O segundo lançamento foi o "Monobloco Ao Vivo" gravado em 2006 e lançado em CD e DVD em 2007, com participações especiais.
No dia 16/10/2009, o grupo gravou seu novo DVD - Monobloco 10, na Fundição Progresso/RJ, num show com lotação esgotada, com a participação de Elba Ramalho.
No dia 11/09/2010, o grupo lançou o novo CD/DVD no show em Maringá.